# Keniten (Kedung Banteng)
Keniten is een bestuurslaag (kelurahan) in het onderdistrict (kecamatan) Kedung Banteng in het regentschap Banyumas van de provincie Midden-Java, Indonesië. Keniten telt 3814 inwoners (volkstelling 2010).